# Fanfictions de Jane Austen

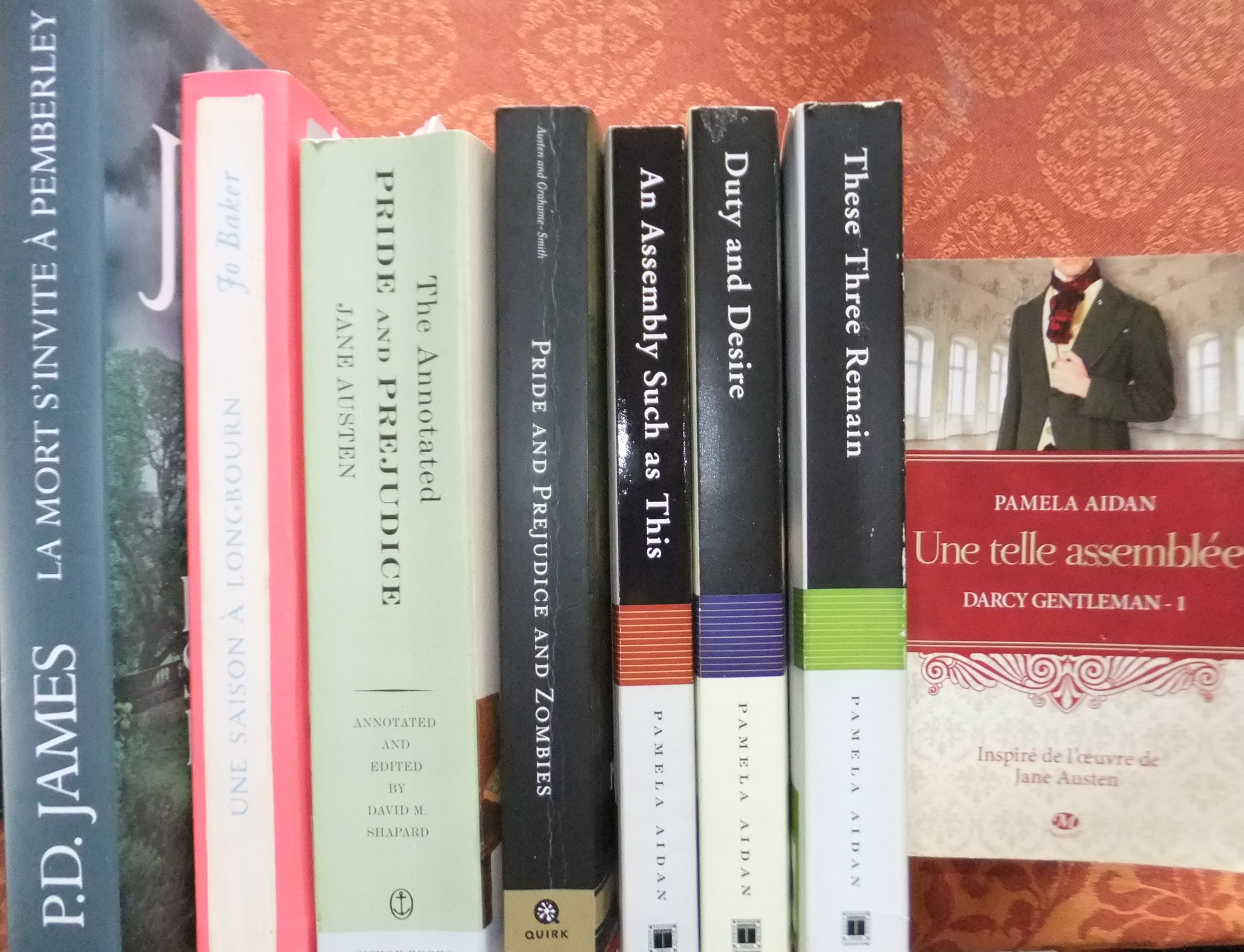
Fanfictions inspirées d'Orgueil et Préjugés.

Les fanfictions de Jane Austen sont l'ensemble des nombreuses variations, suites et spin-offs produits par des auteurs qui ont soit utilisé l'intrigue des romans originaux d'Austen, soit l'ont étendue, pour produire de nouvelles œuvres de fiction. La popularité posthume d'Austen a inspiré un ensemble de fanfictions avec de nombreux genres, dont le plus fréquent reste le roman.

## Historique et réception
D'après Pucci et Thompson dans leur enquête de 2003 sur l'évolution contemporaine de l'œuvre de Jane Austen, au tournant du XXIe siècle, plus de 150 ans après la publication finale de ses premiers recueils, plus d'une centaine de suites, réécritures et continuations de ses romans avaient été publiés.
Si les six romans et trois œuvres mineures de Jane Austen sont représentés dans la fanfiction publiée, Orgueil et Préjugés est le roman qui a inspiré la majorité des œuvres publiées de fanfiction austinienne, soit 900 au total. Le nombre d'histoires inspirées d'Austen non publiées sur divers sites double au moins ce nombre. Leur popularité est restée intacte au XXIe siècle, les adaptations modernes atteignant la troisième place de la liste des meilleures ventes du New York Times  Cependant, les opinions restent mitigées en ce qui concerne les libertés prises par les auteurs lors de la modification ou de l'ajout au canon existant d'Austen. Alors que le public a bien réagi commercialement à divers romans, les critiques ont fait valoir que la transposition de nouvelles œuvres sur le cadre fourni par Austen falsifie le genre,,. Ainsi, Lynda A. Hall se méfie de la façon dont les adaptations des romans de Jane Austen déforment la compréhension du public des textes originaux et pense qu'il est utile d'étudier les représentations de la culture populaire des œuvres d'Austen.

## Principales œuvres
- Sybil Brinton, De Darcy à Wentworth (Old Friends and New Fancies: An Imaginary Sequel to the Novels of Jane Austen), Londres, Holden & Hardingham, 1913.

Généralement reconnu comme la première suite de l'œuvre de Jane Austen, De Darcy à Wentworth incorpore des personnages de chacun des six grands romans d'Austen dans une histoire unifiée, aux côtés de personnages de la propre invention de Brinton. Le roman se concentre généralement sur divers couples d'amoureux et les défis que leurs unions créent.
- Edith Charlotte Brown
  - Margaret Dashwood, or Interference, 1929 ;
  - Susan Price, or Resolution, 1930.

Deux des premières suites de Jane Austen, respectivement de Sense and Sensibility et de Mansfield Park. Edith Brown est l'arrière-arrière-petite-nièce de Jane Austen et avait précédemment publié un achèvement du roman inachevé d'Austen, The Watsons. Les deux suites ont reçu des critiques favorables,.
- Emma Tennant, Pemberley: Or Pride and Prejudice Continued, 1993.

Se déroulant environ un an après le mariage d'Elizabeth Bennet et de Fitzwilliam Darcy, Pemberley: Or Pride and Prejudice Continued traite des difficultés qu'Elizabeth rencontre pour donner un héritier à M. Darcy. Lorsqu'elle voit son mari se promener en ville avec un jeune garçon, elle suppose qu'il a eu une liaison et décide de fuir et de devenir gouvernante. Cependant, après son départ, elle se rend compte qu'elle attend en fait un enfant. Elle découvre finalement que son mari lui a été fidèle et ils sont réunis.
- Elizabeth Aston, Mr Darcy's Daughters, 2003.

Situé en 1818, vingt ans après la conclusion d'Orgueil et Préjugés, le roman s'emploie à étoffer les histoires des cinq filles de M. Darcy pendant leur congé de Pemberley pour Londres pendant que leurs parents sont à l'étranger. Une grande partie du roman implique la vie romantique et les aventures de passage à l'âge adulte des jeunes femmes, mais de nombreuses intrigues secondaires ramènent d'anciens personnages de l'œuvre originale d'Austen, tels que la famille Gardiner, ainsi que la rivale de leur mère Elizabeth, Caroline Bingley.
- Pamela Aidan, trilogie Fitzwilliam Darcy, Gentleman : An Assembly Such as This, 2003 ; Duty and Desire, 2004 ; These Three Remain, 2005[11].

Cette trilogie inspirée par Orgueil et préjugés présente les événements du point de vue de Darcy quant à sa relation et ses sentiments pour Elizabeth Bennet, tout en présentant la vie et les intérêts de Darcy dans le monde social et politique de son temps.
- Jane Dawkins, More Letters from Pemberley, 2007.

Basé sur Pride and Prejudice, More Letters from Pemberley est un roman épistolaire qui raconte la vie d'Elizabeth et de Jane Bennet, cinq ans après la conclusion du roman d'Austen. Les deux sœurs échangent des lettres, dont la plupart traitent de divers événements survenus dans la maison familiale Darcy, tels que leur premier Noël, la naissance de leur enfant et divers défis auxquels elles sont confrontées pour maintenir un mariage heureux.
- Laurie Viera Rigler, Confessions d'une fan de Jane Austen, 2007.

Une jeune femme nommée Courtney est transportée dans son sommeil hors de son appartement de Los Angeles dans le corps d'une femme anglaise en 1813. En tant que très grande fan des œuvres d'Austen, elle s'assimile rapidement au monde qui l'entoure. Son amour pour les idéaux romantiques de son nouvel environnement se heurte à la réalité de la vie quotidienne dans l'Angleterre du XIXe siècle, remplie de pots de chambre et de mariages pour des raisons économiques.
- Lost in Austen, 2008.

Dans cette série télévisée britannique en quatre parties, écrite par Guy Andrews et réalisée par  Dan Zeff, diffusée sur le réseau ITV, adaptation fantastique d'Orgueil et préjugés, Amanda, une jeune femme vivant dans le Londres moderne, entre dans le roman par un portail situé dans sa salle de bain, pour rejoindre la famille Bennet et influer sur les événements, généralement de manière désastreuse.
- Abigail Reynolds, Mr. Fitzwilliam Darcy: The Last Man in the World, 2009.

Dans cette variante de Pride and Prejudice d'Austen, Elizabeth Bennet est contrainte d'épouser M. Darcy après avoir été découverte dans une position apparemment compromettante lorsqu'il lui fait sa première proposition, et sans avoir la chance d'apprendre que son aversion pour lui était basée sur des mensonges. Elle essaie de tirer le meilleur parti de sa situation en se comportant d'une manière qui, selon elle, plaira à Darcy. Alors que sa frustration grandit, Elizabeth découvre peu à peu que son nouveau mari n'est pas l'homme de mauvaise humeur qu'elle croyait être et qu'il est le meilleur mari du monde pour elle.
- Seth Grahame-Smith, Orgueil et Préjugés et Zombies, 2009.

Dans ce roman, un conte moderne de fiction zombie est superposé à l'histoire originale d'Orgueil et Préjugés de Jane Austen. Dans cet univers alternatif, les zombies sont venus habiter le paysage du roman original d'Austen et apporter de nouveaux rebondissements à l'intrigue, ainsi qu'un grand nombre de notes comiques comme la représentation d'Elizabeth Bennet et de ses quatre sœurs en maîtres d'arts martiaux. Le roman a été bien accueilli par les lecteurs et s'est classé troisième sur la liste des meilleures ventes du New York Times,,. En 2016, un film inspiré du roman, Orgueil et Préjugés et Zombies, réalisé par Burr Steers est sorti avec Lily James dans le rôle d'Elizabeth et Sam Riley dans le rôle de M. Darcy.
- Ben H. Winters, Sense and Sensibility and Sea Monsters, 2009.

Dans la même veine qu'Orgueil et Préjugés et Zombies, Sense and Sensibility and Sea Monsters entrelace de nombreuses allusions et motifs couramment associés aux histoires de monstres marins dans l'histoire du roman  original de Jane Austen Raison et sentiments. L'intrusion de monstres marins dans l'intrigue est un moyen alternatif d'expliquer des événements tels que la mort de certains personnages.
- Steve Hockensmith, Pride and Prejudice and Zombies: Dawn of the Dreadfuls, 2010.

Préquelle d'Orgueil et Préjugés et Zombies, ce roman propose un retour en arrière sur l'origine des zombies en Angleterre, ainsi que sur la formation d'Elizabeth Bennet aux arts martiaux.
- P. D. James, La mort s'invite à Pemberley (Death Comes to Pemberley), 2011.

Ce roman policier historique, qui est la dernière œuvre de P. D. James, est une suite criminelle d'Orgueil et Préjugés ; l'existence ordonnée du domaine de Pemberley et le bonheur d'Elizabeth Darcy, épouse et mère comblée, sont menacés par un scandale : un meurtre impliquant George Wickham, le mari de Lydia, sa jeune sœur. Le roman a fait l'objet d'une adaptation télévisée de la BBC en 2013, diffusée sur BBC One en décembre 2013.
- Jo Baker, Longbourn, 2014.

Longbourn suit l'histoire d'une orpheline nommée Sarah qui est l'une des femmes de ménage de la famille Bennett dans Pride and Prejudice.